# タリフォロフォラ・タンギパ
タリフォロフォラ・タンギパ(Talifolofola Tangipa、1996年5月21日 - ）は、ジャパンラグビーリーグワン三重ホンダヒートに所属するラグビー選手。

## プロフィール
- ニュージーランド・オークランド出身[1]。
- ポジションはフランカー(FL)、ナンバーエイト(No8)。
- 身長 186 cm、体重 115 kg

## 略歴
2016年、ケルストンボーイズ高校卒業後、摂南大学に入る。
2020年、摂南大学卒業後、豊田自動織機シャトルズ(現・豊田自動織機シャトルズ愛知)に加入。
2021年2月13日に行われたジャパンラグビートップチャレンジリーグ第1節の九州電力キューデンヴォルテクス戦にて先発出場で日本での公式戦初出場を果たす
2024年、三重ホンダヒートに加入。